# Seznam ameriških hokejistov na ledu
Seznam ameriških hokejistov.

## A
Kevyn Adams - Bobby Allen - Tony Amonte - 

## B
Bill Baker - Tom Barrasso - Shawn Bates - Bates Battaglia - Bryan Berard - Bubba Berenzweig - Christian Berglund - Anders Bjork - Nick Bjugstad - Jason Blake - Brian Boucher - Francis Bouillon - Jesse Boulerice - Donald Brashear - Daniel Brickley - Aris Brimanis - Frank Brimsek - Neal Broten - Dustin Brown - Billy Burch - 

## C
Jim Carey - Chris Chelios - Dave Christian - Steve Christoff - Ben Clymer - Erik Cole - J. T. Compher - Tim Connolly - Craig Conroy - Andrew Copp - Jim Craig - 

## D
Adam Deadmarsh - Danny DeKeyser - Rick DiPietro - Jim Dowd (hokejist) - Chris Drury - Christian Dvorak -

## E
Mark Eaton (hokejist) - Jack Eichel - Mike Eruzione - Robert Esche - Tony Esposito - 

## F
Tom Fitzgerald (hokejist) - Rory Fitzpatrick - Lee Fogolin - 

## G
Johnny Gaudreau - Brian Gionta - Karl Goehring - Scott Gomez - John Grahame - Tony Granato - Jordan Greenway - Mike Grier - 

## H
Ron Hainsey - Adam Hall - Jeff Halpern - Noah Hanifin - John Harrington (hokejist) - Derian Hatcher - Kevin Hayes - Bret Hedican - Connor Hellebuyck - Dan Hinote - Phil Housley - Jimmy Howard - Brett Hull - 

## J
Steve Janaszak - Jack Johnson (hokejist) - Mark Johnson (hokejist) - 

## K
Clayton Keller - Ryan Kesler - Ken Klee - Mike Knuble - Steve Konowalchuk - Les Kuntar

## L
Pat LaFontaine - Jean-Philippe Lamoureux - Jamie Langenbrunner - Rod Langway - Dylan Larkin - Peter Laviolette - John LeClair - Anders Lee - Brian Lee (hokejist) - Brian Leetch - David Legwand -

## M
Todd Marchant - Charlie McAvoy - Rob McClanahan - Mike Modano - Scott Moore – Ken Morrow - Brian Mullen - Connor Murphy -

## N
Brock Nelson - Brad Norton - Eric Nystrom - 

## O
Jack O'Callahan - Ed Olczyk - 

## P
Jay Pandolfo - Craig Patrick - Mark Pavelich - Cal Petersen -

## R
Brian Rafalski - Mike Ramsey - Marty Reasoner - Trevor van Riemsdyk - Angela Ruggiero - Bobby Ryan - 

## S
Nick Schmaltz - Mathieu Schneider - Dave Silk - Brady Skjei - James Sandy Smith – Garth Snow - Eric Strobel - Mike Sullivan (hokejist) - Bob Suter - Gary Suter -

## T
Tim Thomas - Keith Tkachuk - Jacob Trouba - Darren Turcotte - 

## V
John Vanbiesbrouck - Phil Verchota - Mike Vukonich -

## W
Doug Weight - Eric Weinrich - Mark Wells - Krissy Wendell - Alex Westlund – Erik Westrum - Brian White (hokejist) - Landon Wilson - Roger Wilson (hokejist) - Brad Winchester -

## Y
Mike York - Scott Young (hokejist) - 